# 林忠彦賞
林忠彦賞（はやしただひこしょう）は、戦後写真界に大きな足跡を残した日本の写真家である林忠彦の多彩な業績を記念し、1991年に徳山市文化振興財団（現・周南市文化振興財団）が創設した。木村伊兵衛を記念して作られた木村伊兵衛写真賞、土門拳を記念して作られた土門拳賞と並ぶ三大写真賞の一つ。
林忠彦がアマチュア写真家の資質向上のため終生尽力したことを称え、アマチュア写真家の振興を目的として、写真展、写真集などを対象に選定されていたが、第18回からは対象をプロ作家にまで広げている。
受賞者には東京と周南市（周南市美術博物館）などで写真展の機会が与えられる。また、受賞作品は周南市美術博物館に永久保存される。

## 受賞者・受賞作一覧
受賞作品・受賞者は次のとおり

### 第1回から第10回
- 第1回　「西域－シルクロード」（写真集）・後藤正治（ごとう　まさはる）
- 第2回　「田園の微笑」（写真集）・捧武（ささげ　たけし）
- 第3回
  - 「静岡の民家」（写真集）・木村仲久（きむら　なかひさ）
  - 「たかちほ」（写真集）・田崎力（たさき　つとむ）
- 第4回　「帰らなかった日本兵」（著書）・長洋弘（ちょう　ようひろ）
- 第5回　「追いつめられたブナ原生林の輝き」（写真集）・岡田満（おかだ　みつる）
- 第6回　「サバンナが輝く瞬間（とき）」（写真集）・井上冬彦（いのうえ　ふゆひこ）
- 第7回　「ぼくは、父さんのようになりたい」（写真集）・井上暖（いのうえ　だん）
- 第8回　「天空の民」（写真集）・清水公代（しみず　きみよ）
- 第9回　「Personal View〔視線の範囲〕」（写真集）・渡里彰造（わたり　しょうぞう）
- 第10回 「塩の道　秋葉街道」（写真集・写真展）・竹林喜由（たけばやし　きよし）

### 第11回から第20回
- 第11回 「ニューヨーク地下鉄ストーリー」（写真展）・角田和夫（すみだ　かずお）
- 第12回 「静かな時への誘惑」（写真展）・石川博雄（いしかわ　ひろお）
- 第13回 「海を見ていた－房総の海岸物語－」（写真集・写真展）・飯田樹（いいだ　たつき）
- 第14回 「古志の里Ⅱ」（写真集・写真展）・中條均紀（なかじょう　まさのり）
- 第15回 「繭の輝き」（写真展・雑誌掲載）・田中弘子（たなか　ひろこ）
- 第16回 「黄土高原の村／満蒙開拓の村」（写真集）・後藤俊夫（ごとう　としお）
- 第17回 「長崎フォトランダム－長崎ば撮ってさらき、半世紀－」（写真集）・小林勝（こばやし　まさる）
- 第18回 「ロマンティック・リハビリテーション～夢みる力・20の物語～」（写真集・写真展）・大西成明（おおにし　なるあき）
- 第19回 「トオヌップ」（写真集・写真展・雑誌掲載）・小栗昌子（おぐり　まさこ）
- 第20回 「基隆」（写真集・写真展・雑誌掲載）・山内道雄 （やまうち　みちお）

### 第21回から第30回
- 第21回 「東京│天空樹　Risen in the East」（写真集）・佐藤信太郎（さとう　しんたろう）
- 第22回 「遠くから来た舟」（写真展）・小林紀晴（こばやし　きせい）
- 第23回 「Remembrance」（写真冊子）・笹岡啓子（ささおか　けいこ）
- 第24回 「STREET RAMBLER」（写真集）・中藤毅彦（なかふじ　たけひこ）
- 第25回 「フィリピン残留日本人」（写真集）・船尾修（ふなお　おさむ）
- 第26回 「TOKYO CIRCULATION」（写真集・写真展）・有元伸也（ありもと　しんや）
- 第27回 「川はゆく」（写真集）・藤岡亜弥（ふじおか　あや）
- 第28回 「Otari-Pristine Peaks 山霊の庭」（写真集）・野村恵子（のむら　けいこ）
- 第29回 「私の知らない母」（写真集）・笠木絵津子（かさぎ　えつこ）
- 第30回 「東京 二〇二〇、二〇二一。」（写真集）・初沢亜利（はつざわ　あり）

### 第31回から第40回
- 第31回 「Sakhalin」（写真集）・新田樹（にった　たつる）
- 第32回 「BENZO　ESQUISSES 1920-2012」（写真集）・奥山淳志（おくやま あつし）
- 第33回 「ALT」（写真集）・鶴巻育子（つるまき いくこ）